# Hard out Here
Hard out Here ist ein Lied der britischen Popsängerin Lily Allen. Das Lied wurde am 17. November 2013 als erste Single-Auskopplung ihres dritten Studioalbums Sheezus veröffentlicht. In Deutschland, Österreich und Schweiz erschien das Lied am 17. Januar 2014. Es ist Lily Allens erste Single nach dem vor vier Jahren veröffentlichten Who’d Have Known und wurde als Titelmusik für die achte Staffel von Ich bin ein Star – Holt mich hier raus! verwendet, welche am Release-Tag der Single, am 17. Januar 2014 startete.

## Hintergrund
2010 gab die Sängerin bekannt, sie wolle eine Pause von der Musik, um sich mehr um ihre Familie kümmern zu können.
Im Juni 2013 erklärte sie dann, dass sie an ihrem dritten Studioalbum arbeitete, welches im Frühjahr 2014 erscheinen soll. Zuvor veröffentlichte sie auf der Videoplattform YouTube am 15. November 2013 die erste Single Hard Out Here des Albums, welche zwei Tage später als Download zur Verfügung stand.
In dem Song beschreibt Lily Allen die Verdinglichung von Frauen, besonders in der Musikbranche, aber auch im Alltag. Sie spricht diverse Stereotype an und verbindet bestimmte Teile des Textes mit Sarkasmus. Der Rolling Stone beschreibt den Titel als feministische Hymne, die überkommene Rollenklischees und die Tatsache, dass bezüglich Sex und Erscheinungsbild bei Männern und Frauen mit zweierlei Maß gemessen wird, angreift.

„If I told you ’bout my sex life,

you’d call me a slut.

When boys be talking ’bout their bitches

no one’s making a fuss“

Der Track ist außerdem eine direkte Anspielung zu Robin Thickes Blurred Lines, in welchem Thicke die Zeile „I’ll give you something big enough to tear your ass in two“ singt, worauf Lily Allen in ihrem Lied mit „Have you thought about your butt, who’s gonna tear it in two?“ antwortet. Des Weiteren beinhaltet Allens Musikvideo eine Szene, in der die Worte „LILY ALLEN HAS A BAGGY PUSSY“ im Hintergrund zu sehen sind, eine Antwort auf Thickes „ROBIN THICKE HAS A BIG DICK“, was ebenfalls ein Teil seines Musikvideos ist.

## Musikvideo
Das Musikvideo zu Hard out Here wurde am 12. November 2013 auf Lily Allens offizieller Homepage veröffentlicht.
Regie führte Christopher Sweeney.
Bevor der Song startet, wird ein 45 Sekunden langes Intro gezeigt, wo Lily Allen kurz vor einer Operation für Fettabsaugung zu sehen ist. Daneben steht ihr Manager, der ihre Situation kritisiert. Er startet das Intro mit den Worten „Letterman says no“, wobei es sich um einen Bezug auf David Letterman handelt.
Am 26. November 2013 folgte ein Behind-the-Scenes-Video auf der Videoplattform YouTube.

## Kommerzieller Erfolg

### Chartplatzierungen
Der Track zeigte vor allem in Europa größeren Erfolg und war in vielen Charts vertreten, darunter Großbritannien, Irland, Dänemark, Frankreich, Niederlande, Belgien, Polen, Tschechien, Spanien und der Schweiz. Außerhalb Europas schaffte das Lied den Eintritt in die Charts von den Vereinigten Staaten, Japan, Australien, Neuseeland und Israel.
| ChartsChartplatzierungen     | Höchstplatzierung | Wochen |
| ---------------------------- | ----------------- | ------ |
| Deutschland (GfK)            | 2 (16 Wo.)        | 16     |
| Österreich (Ö3)              | 1 (10 Wo.)        | 10     |
| Schweiz (IFPI)               | 6 (9 Wo.)         | 9      |
| Vereinigtes Königreich (OCC) | 9 (4 Wo.)         | 4      |

| ChartsJahrescharts (2014) | Platzierung |
| ------------------------- | ----------- |
| Deutschland (GfK)         | 52          |

### Auszeichnungen für Musikverkäufe
| Land/Region                  | Auszeichnungen für Musikverkäufe (Land/Region, Auszeichnung, Verkäufe) | Verkäufe |
| ---------------------------- | ---------------------------------------------------------------------- | -------- |
| Australien (ARIA)            | Platin                                                                 | 70.000   |
| Deutschland (BVMI)           | Gold                                                                   | 150.000  |
| Italien (FIMI)               | Gold                                                                   | 15.000   |
| Neuseeland (RMNZ)            | Gold                                                                   | 7.500    |
| Vereinigtes Königreich (BPI) | Silber                                                                 | 200.000  |
| Insgesamt                    | 1× Silber · 3× Gold · 1× Platin ·                                      | 442.500  |